# Підлітки-Титани (мультсеріал)
«Підлітки-Титани» (англ. Teen Titans) — американський мультсеріал створений у 2003—2006 році  Warner Bros. Animation., за мотивами однойменної серії коміксів компанії DC. Закінчення серіалу вийшло повнометражним мультфільмом Підлітки Титани: Проблеми в Токіо.

## Сюжет
Робін, Ворона, Кіборг, Вогняна Зірка і Хлопець-Звір. Разом вони готові захищати місто від злих планів лиходія Слейда, наймогутнішого їхнього ворога, який у перших епізодах ховав свою лиху маску, під яким череп, що без шкіри. На нього наклав прокляття Трайгон, злий демон-велетень, який у серії «Кінець», розділеній на три частини, захопив місто і перетворив його у пекло і батько замкнутої дівчини-титана Ворони. Трайгон хотів забрати у дівчинки її могутню силу, але все ж таки Ворона його перемогла. Історія титанів починалася коли з планети Тамаран прилетіла дівчина, на ім'я Коріанд'р. Вона не знала людських законів і намагалася їх вбити, а у цей час там з'явилися чотири людини з суперсилами. Вони змогли переманити Коріанд'р на свою сторону і вирішили сформулювати команду Підлітків-Титанів.
В Україні серіал транслювався «Новим каналом» у 2007—2008 роках із закадровою озвучкою.

## Головні персонажі
- Річард «Дік» Ґрейсон — Робін/Найтвінг (озв. Скотт Менвілл) — колишній напарник Бетмена, лідер Підлітків-Титанів.
- Рейчел Рот — Рейвен (озв. Тара Стронг) — дочка демона Трайгона.
- Корі Андерс (Коріанд'р) — Старфайр (озв. Хейден Волш) — дівчина-прибулець з планети Тамаран.
- Ґарфілд «Гар» Логан — Біст Бой (озв. Грег Сайпс) — може перевтілитись в будь-яку тварину.
- Віктор «Вік» Стоун — Кіборг (озв. Кері Пейтон) — майже повністю складається з заліза.

## Українське двоголосе закадрове озвучення
Українською мовою мультсеріал озвучено на замовлення телеканалу «Новий канал» у 2006—2008 роках.
- Ролі озвучували: Дмитро Завадський, Лідія Муращенко та Наталя Романько-Кисельова